# 沙生马齿苋
沙生马齿苋（学名：Portulaca psammotropha）是马齿苋科马齿苋属的植物。分布在中国大陆的海南以及臺灣的恆春半島等地，多生长于海岸沙滩，目前尚未由人工引种栽培。